# Alpina werneri
Alpina werneri är en fjärilsart som beskrevs av Karl Schawerda 1916. Alpina werneri ingår i släktet Alpina och familjen mätare. Inga underarter finns listade i Catalogue of Life.